# Peligro: sin codificar
Peligro: sin codificar fue un programa de televisión argentino humorístico emitido por América, Telefe y Net TV y producido por Gustavo Pavan bajo la productora de contenidos Kuarzo desde el 2 de marzo de 2008 hasta el 1 de noviembre de 2019. 
Desde su inicio fue conducido por Diego Korol, junto a la locución de Javier Fernández y tuvo como protagonistas principales a Yayo Guridi, Pichu Straneo, Pachu Peña, Marcelo Ruiz Díaz, Walter López, Roberto Musso, Miguel Granados, Nazareno Móttola, Martín Campilongo, entre otros.
Por sus varios años de emisión, sus buenos promedios generales de rating y el impacto en la cultura popular, ha sabido instalarse como un clásico y un programa icónico del humor televisivo argentino. Ha sido comparado con Videomatch, sobretodo debido a que la mitad de los protagonistas del elenco provienen de este programa.

## Historia
Comenzó sus emisiones el 2 de marzo de 2008 en América TV como La red TV sin codificar siendo un programa humorístico de deporte que seguía los resultados del fútbol argentino, conducido por Diego Korol, acompañado por Yayo Guridi, Roberto Musso, Bambino Veira, Jowi Campobassi, Manu Sarrabayrrouse y Toti Pasman. En los móviles estaban las hermanas, conocidas como Las Griegas, Victoria y Stefanía Xipolitakis y Lisandro Arnold. Su locutor oficial era Javier Fernández.
Por problemas contractuales, abandonan el seguimiento del fútbol y pasan a llamarse Sin codificar, a secas. Con este cambio, van dejando el programa Bambino Veira, Jowi Campobassi y al año siguiente, Manu Sarrabayrrouse, Pablo Cortés y Toti Pasman. Así empiezan a surgir sketches humorísticos con Yayo a la cabeza y móviles con el mismo tono. Incluso, por un tiempo cambian de día, pasando a los sábados al mediodía pero posteriormente recuperarían el horario de los domingos, logrando durante algunos años buenos datos de audiencia.
En 2012 vuelve a tener el nombre original, aunque poco destacado en su logo, resaltando «Sin codificar». En 2013 se editó el libro Peligro, Rebos sueltos, con chistes de Los Rebos.
El 17 de marzo el programa abandona América TV y pasa a Telefe. Por este cambio, tuvieron que modificar su nombre a Peligro: sin codificar  (nuevamente resaltando «sin codificar»), hasta 2015.
En 2016 no se emitió siendo reemplazado por Polémica en el bar, donde trabajaban algunos humoristas del programa.
En 2017 y 2018 vuelve a emitirse por Telefe. En 2019, tras el estreno de su undécima temporada, el locutor Javier Fernández dejó el programa y fue reemplazado por Julián Pérez Regio. Además comenzaron a darse emisiones diarias por Net TV. El 1 de noviembre del mismo año se realizó su última emisión tras ser cancelado por razones presupuestarias por parte de Kuarzo Entertainment Argentina.

## Estilo, humor y elenco
Si bien comenzó siendo un programa relacionado con el fútbol, con la intención de hacerlo más humorístico se agregaron sketches y notas humorísticas, siempre con las presentaciones de Diego Korol, Yayo, Roberto Musso, las ex-mellizas griegas Victoria y Stefanía Xipolitakis, Esteban "Bam Bam" Morais (en notas humorísticas, cantando y en estudio), Walter López, Marcelo Ruiz Díaz y el ex locutor Javi Fernández. También forma parte del elenco Rafael Aguete.
Para reforzar el nuevo formato, se incorporan en humor Leo Rosenwasser, Pichu Straneo y Gabriel Oberhand, alias Pablito surgido del casting de humor -aunque no había ganado-; Fierita con su homenaje a la cultura popular, Peter Castro de Polvorines haciendo notas y presencias en estudio y como secretarias Romina Cisneros y Sofía Menconi (Menconi también cantaría en varias oportunidades).
Finalmente, queda consolidado en 2009 como un programa humorístico, en donde se realizaban parodias a programas, publicidades y personajes de la televisión. Con el paso del tiempo, Leo Rosenwasser se marcha.
En la tercera temporada, que comenzó en 2010, se incorporaron Pachu Peña, Miguel Granados -hijo de Pablo Granados- y Juan Faerman (quien también guionaba), y dejaron el programa Fierita y Morais.
El cuarto ciclo se inicia en 2011, tras el receso de verano, con el mismo elenco a excepción de las mellizas griegas.
El 18 de marzo de 2012, regresó con su quinta temporada y equipo renovado. Ivana Acosta, quien solo participaba en el sketch del Tití Gómez en 2011 -y que se hizo famosa por su trabajo en Peter Capusotto y sus videos- ahora forma parte del elenco estable. Además, se incorporó Nazareno Móttola, actor de la reconocida obra teatral Más respeto que soy tu madre de Antonio Gasalla y del programa El muro infernal, entre otros, y como secretaria debutó Fany Gramajo Witts, quien al tiempo se fue. Otra incorporación fue la de Ricardo Streiff, quien ya había participado ocasionalmente en 2010. Por otro lado, dejaron el programa Romina Cisneros, Sofía Menconi y Peter de Polvorines -quien solo aparece en algunas ocasiones-. En octubre de 2012, deja el programa Juan Faerman. Algunos invitados recurrentes de la etapa en América fueron: Evert Romero con su personaje de El Bambi y su perro; Guillermo Selci, cómico de stand-up; Iván Russo, con su personaje de El linyera; Mauricio Jortack, con sus imitaciones a músicos varios, como Pity Álvarez, Joan Manuel Serrat, Fito Páez, o Andrés Calamaro y personajes como Piñón Fito, mezcla de Piñón Fijo y Fito Páez. 
El 17 de marzo de 2013, empezó la sexta temporada, esta vez por Telefe. El elenco es el mismo de 2012 pero ya sin la presencia de Ivana Acosta -quien solo retorna ocasionalmente- y Juan Faerman. Desde mayo de 2013, suma 2 ediciones nocturnas a la tradicional de los domingos -martes y jueves- y se incorporan al elenco fijo Campi, Rodolfo Samsó y Éber Ludueña (exfutbolista ficticio creado e interpretado por el humorista y actor Luis Rubio), además de la participación de Rocío Gancedo y Lola Bezerra en varios sketches. Peter solo aparece como invitado.
El 16 de febrero de 2014 comenzó la séptima temporada por segunda vez en Telefe. El elenco es el mismo de 2013, salvo por la incorporación de Marina Castillo y Miguel Pérez -como invitados habituales-, más las deserciones de Rocío Gancedo y Lola Bezerra. Desde marzo de 2014, aparece una edición diaria, a la medianoche, llamada Peligro Mundial. Desde entonces, Pablo Granados se suma al elenco estable.
El 8 de marzo de 2015 comienza la octava temporada por Telefe. El elenco es el mismo de 2014, salvo por la partida de Campi y el regreso al elenco estable de Peter Castro.
El 9 de julio de 2017, tras un año fuera del aire, regresa a Telefe, con el elenco clásico, encabezados por Diego Korol, Yayo Guridi, Pichu Straneo, Pablo Granados, Pachu Peña, Roberto Musso, Migue Granados y Nazareno Móttola, secundados por Rodolfo Samsó, Marcelo Ruíz Díaz, Walter López, Peter Castro, Ricardo Streiff, Benjamín Amadeo, Rafael Aguete, Blanca Menéndez, Martín Garabal, Marina Castillo, Santiago Korovsky, Ayelén Dotti y la participación especial de Campi.
El 19 de mayo de 2018, comenzó la décima temporada en Telefe, el ciclo cumplió 10 años y continuó el elenco clásico, encabezados por Diego Korol, Yayo Guridi, Pichu Straneo, Roberto Musso, Pachu Peña, Migue Granados, Nazareno Móttola, Rodolfo Samsó, Marcelo Ruíz Díaz, Walter López, Peter Castro, Ricardo Streiff, Rafael Aguete, Marina Castillo y Campi. A ellos se incorporó como estable Sergio Gonal. La presentación del equipo se hizo con figuritas imitando a las del Mundial.
El 24 de agosto de 2019, regresa a Telefe, con el elenco clásico, encabezados por Diego Korol, Yayo Guridi, Pichu Straneo, Pachu Peña, Nazareno Móttola, Marcelo Ruíz Díaz, Walter López, Peter Castro, Ricardo Streiff, Ivana Acosta, Marina Castillo y Campi. A ellos se incorporó como estable Nancy Gay. En este año no participa el histórico locutor Javi Fernández, que fue convocado cuando el programa comenzó a estar al aire en 2008. Esta vez fue reemplazado por el locutor Julián Pérez Regio.

## Programas derivados
En 2022, se lanzó Decodificados, una miniserie de 6 capítulos que funge como sucesor espiritual del programa. Este nuevo ciclo es protagonizado por Yayo Guridi, Pachu Peña, Pichu Straneo y Nazareno Móttola y cuenta con la producción general y dirección de Gustavo Paván y con la participación especial de gran parte del elenco de "Peligro Sin Codificar", entre ellos, Marina Castillo, Rodolfo Samsó (Alacrán), Miguel Granados, José Luis Castro (Peter de Polvorines), Walter López (Walterio), Marcelo Ruiz Díaz, Nancy Gay, Ricardo Streiff y Luis Rubio como Eber Ludueña. Su formato principal es el mismo utilizado en los sketches de Inflamadísimos e Infumables donde se parodian a los programas de Talk Show y Magazines de espectáculos y su conductor ficticio es Lalo Villamaría, interpretado por Yayo.
También en el mismo año Pachu Peña lanza su propio programa en la plataforma digital Luzu TV con el nombre de Pachu Stream Master, también con la producción de Pavan y con Walter López como miembro estable del staff. Por este programa han pasado gran parte del elenco de Sin Codificar como invitados especiales como Pichu Straneo, Alacrán, Yayo Guridi, Pablo y Miguel Granados, Nazareno Mottola, Peter de Polvorines, Ricardo Streiff, y Marina Castillo. Este ciclo vuelve en 2023 y se incorpora al programa Javi Fernández, locutor histórico de PSC.
En el año 2024, vuelve el programa de Pachu Peña, Javi Fernández y Walter López, renombrado como «Stream Master» e introduciendo a Pichu y Nazareno como miembros estables del programa. En este año Yayo Guridi incursiona también en el formato streaming con su programa «Se extraña a la nona» a través del canal OLGA, creado por Migue Granados. En este programa vuelve el sketch Hablemos sin Saber con un panel renovado que incluye a otras figuras del canal como Homero Pettinato y Toto Kirsner. Junto a Yayo también participa Caro Pardíaco (personaje de Julián Kartun) quien ganó relevancia entre los fanes por su participación en HSS.
En julio del mismo año, Direct TV a través de su canal DGO lanza «La Gambeta», una adaptación del histórico sketch homónimo de Sin Codificar que cuenta con la participación de Yayo, Pachu, Pichu Straneo, Martín Vázquez y Luis Rubio encarnando a Eber Ludueña. Gustavo Pavan también produce este ciclo. El programa logra una gran popularidad en mayor parte gracias a los clips que tanto el canal como los fans suben a las redes sociales con los momentos más memorables de cada emisión.
Para el 2025, La Gambeta sale de DGO y es producido como un producto independiente por el canal de YouTube Takawishi (que anteriormente publicaba contenidos relacionados con PSC y los nuevos episodios de HSS 2024). Se mantiene el elenco del año anterior salvo por la salida de Pachu Peña y con mayor participación de Yayo y Rubio quienes durante la temporada pasada estuvieron ausentes en numerosas emisiones por compromisos laborales. En este año también se estrena la versión teatro de La Gambeta en el Teatro Broadway.
En este año también vuelve Pachu Peña a Luzu TV con un nuevo cambio de nombre: Xtream Master. Marina Castillo se suma al equipo reemplazando a Marcelo Ruiz Díaz (El Rebo Mago, quien suplío a Walterio tras su salida del programa) y Gustavo Pavan deja de ser parte de la producción tras su salida para dedicarse a producir con Takawishi.

## Emisiones especiales
- En abril de 2010, cuando alcanzaron el programa número 100, realizaron un especial donde recordaron los momentos más importantes desde sus inicios con un videoclip.
- En 2011, durante toda la emisión número 180, realizaron una parodia del programa de televisión Sábado Bus, conducido por Nicolás Repetto, adaptándolo al día en que se emite y con el nombre de Domingo Bus presentando secciones como "La Camuñe Bus" y el "Choma Bus".
- En 2012, fue el turno de Todos mezclados 2012 parodiando al programa especial de Telefe donde el canal presentó a todas sus figuras y que se denominó Todos juntos 2012. Aquí se mostraron a los personajes más habituales del programa, siendo agasajados con el premio "Bola Flúor".
- En julio de 2012, para los 200 programas, celebraron con la visita de la mayoría de los que participaron en el programa, rememoraron las secciones más populares y las canciones que fueron sensación. También festejaron el programa 201 con similar temática.

- En 2015, Pachu viajó a Alemania para cubrir la final de la UEFA Champions League, donde Barcelona derrotó a Juventus.

- En agosto de 2013, para celebrar la obtención del Premio Martín Fierro, se realizó un especial llamado Ganamos Todos 2013, donde hicieron una alfombra roja presentada por Harrison Ford (Yayo Guridi) y se presentaron distintos personajes del programa como: "Oggi Yunque": y "Dalmiro Silva" (Pichu Straneo), "el Cardenal judío" (Ricardo Streiff), el monaguillo y "Edgardo Beltrán" (Walter López), "la monja" (Nazareno Móttola), "Delón" (Alberto Tajes), "Esperanza" (Blanca Menéndez), "Jorge" (Campi y Norma (quien suele aparecer en varios sketches). Además se aprovechó para homenajear a gente que participó del programa años anteriores como el guionista y ocasional actor Juan Faerman, "Alfredo Silva", "Aníbal Nuñez", "Sony", "el Pity" (Mauricio Jortack), Fabio Alberti y un homenaje al desaparecido Juan Carlos Araujo, alias Natalia Natalia. Estuvieron invitados los integrantes de Graduados, ganadores del Martín Fierro de Oro. Como musicales estuvieron el "Cuarteto de curdas" y "Cacho Marley". En el mismo especial, los Rebos presentaron un Premio Peligro Sin Codificar donde pese a que los tres ternados eran los Rebos, ganó Peter de Polvorines.

- En el siguiente programa, Roque Fort y sus amigos recibieron un Premio Peligro Sin Codificar.

Eliminatorias de Conmebol para la Copa del Mundo
Cada vez que la Selección Argentina juega partidos por las Eliminatorias Sudamericanas o por la Copa América se realiza la cobertura de dichos partidos. Los primeros años las notas las hacía Peter, salvo en la Copa América 2011 en Argentina donde aprovechando que la Selección de Uruguay siguió avanzando, fue el uruguayo Pichu, quien hizo las mismas.
En 2013, el personaje de Edgardo Beltrán cubrió varios partidos al equipo argentino. El partido Uruguay-Argentina -último partido de las Eliminatorias para el Mundial de Brasil 2014- fue cubierto por Pichu Straneo y su hijo Luca.
Mundial Sudáfrica 2010
Durante el Mundial 2010 en Sudáfrica, Yayo, Diego Korol y Peter transmitieron en dúplex los programas desde Sudáfrica, haciendo también coberturas a los partidos de la Selección Argentina y notas de color sobre Sudáfrica, desde Parques Nacionales hasta sus calles.
Pichu y el resto del equipo hacían sus aportes desde Buenos Aires.
Mundial Brasil 2014
A partir del 31 de marzo se comienza a emitir todas las medianoches Peligro: Mundial. Pablo Granados fue el enviado que hizo la cobertura durante todo el Mundial, haciendo móviles en vivo y grabados. También viajaron varios integrantes del programa para diferentes partidos (Pichu, Nazareno Móttola, Pachu, Korol, Campi, Javi Fernández, Yayo).
Mundial Rusia 2018
En 2018, con motivo del primer partido del Mundial Rusia 2018, realizaron el especial Peligro Mundial con la conducción de "Carmelo Perascone" (Yayo) y múltiples panelistas como Mikki Lusardi; "Jürgen" (Pachu); "Teresita Gali" (Marina Castillo); "Rafa de Villa Domínico"; "Eber Ludueña" (Luis Rubio); "Horacio Paganini" -sátira a Horacio Pagani- (Campi), "Licenciado Memoratti" (Martín Vázquez), "Tomasito Súller", "el cónsul y el representante de Islandia" (Sergio Gonal y Rodolfo Samsó), "Roberta Leta" (Norma), "el Preparador Físico de Islandia" (Peter Castro). Además se presentaron "Micki Hit" (Migue Granados) y "Tito y Huguito Barbacotta" (Walter López) y (Marcelo Ruíz Díaz). Desde Rusia, aparecieron Diego Korol, "Víctor Hugo Torales" y "Beto Rufino" (Pichu), "Trapito" (Nazareno Motolla) y el periodista Miguel Bossio.
Durante el Mundial 2018 en Rusia, Diego Korol, Pichu y Nazareno Móttola transmitieron en dúplex los programas desde Rusia, haciendo también coberturas a los partidos de la Selección Argentina y notas de color sobre Rusia.
El día de la eliminación de la Selección, se realizó otro especial, esta vez conducido por el Intendente (Yayo), con la asistencia de Mikki Lusardi. Para debatir estuvieron "Teresita Gali" (Marina Castillo), "Moncho Quesada" (Martín Vázquez), "Jürgen" (Pachu), "la Ratita" (Nazareno Móttola), "José Ernesto" -asesor de modas- (Walter López) con el asesor Santiago Artemis como invitado. También se presentaron el Astro Leiva, "Sampaoli" (Campi), "el hermano argentino de Salah" (Peter Castro) y Zavibaka (Migue Granados). Hubo móviles desde Rusia con Diego Korol, Pichu y Rama Pantorotto más la presencia del Chapu Martínez y desde París con Lizy Tagliani.
Yayo, Pachu, Campi y el resto del equipo hacían sus aportes desde Buenos Aires.

## Integrantes
Conducción
- Diego Korol (2008-2019)

Locución
- Javier Fernández (2008-2015, 2017-2018)
- Julián Pérez Regio (2019)

Staff
- Pichu Straneo
- Nazareno Móttola
- Pachu Peña
- Roberto Musso
- Yayo Guridi
- Martín Campilongo
- Ricardo Streiff
- Marcelo Ruíz Díaz
- Walter López
- Marina Castillo Blanco

## Sketches y personajes
Sin codificar cuenta desde sus inicios con distintos segmentos, sketches y personajes, los más reconocidos son:
- Cantante Enmascarado (interpretado por Yayo): un cantante con una máscara (del Caballero Rojo Titanes en el ring, es presentado con esa música) traduce literalmente y canta en español los éxitos musicales originalmente interpretados en inglés, francés o italiano. Se queja de ser amenazado por su éxito.presentó la modalidad de ponerle letras a los temas instrumentales de las películas.
- Roque Fort (interpretado por Yayo): dice ser el primo pobre de Ricardo Fort y hace cualquier cosa por conseguir comida o dinero sin trabajar. Habitualmente está acompañado por los lauchas (Walter López, Gustavo Paván, Julián Fernández, Miguel Granados y otros), amigos que lo siguen a todos lados y por Delón (Alberto Tajes), exfletero. Su primera novia era Rosa (Pichu). A Esperanza (Blanca Menéndez), su actual, la eligió en el casting Buscándole una novia a Roque Fort, ya que creía que tenía propiedades.
- Los Rebos (Yayo, Pichu, Marcelo Ruiz Díaz, Walter López y Nazareno Móttola): tribu urbana de gente con pocas luces, hacen lo que ellos llaman húmor inglés -por lo supuestamente inteligente- o molecular.
- Hablemos Sin Saber (Yayo, Miguel Granados, Walter López, Juan Faerman, Rafael Aguete y Juan Carlos Araujo): Yayo, Miguel Granados, Edgardo Beltrán (Walter López), licenciado en casi todo; Juan Faerman y Rafael Aguete (el Rafa de Villa Domínico), quien sería reemplazado por Natalia Natalia protagonizan un programa de debate sobre cosas sin sentido. El 18 de abril de 2012 Juan Carlos Araujo, que interpretaba a Natalia Natalia, falleció de un paro cardiorrespiratorio.[8]Tras varios meses vuelve el sketch, conducido por Yayo y como panelistas Miguel Granados, Edgardo Beltrán (Walter López) y Kaká 007 (Ricardo Streiff) más un invitado especial. En 2013, siempre con la conducción de Yayo, permanece el panel de 2012 con Miguel Granados, Edgardo Beltrán (Walter López) y Kaká 007 (Ricardo Streiff).

- Filosofando Sin Colesterol/Filosofando 2.0.10/Filosofando 3.0.11 (Yayo): programa de entrevistas serias a personajes mediáticos, como Peter de Polvorines, Amigacho o Leevon Kennedy.
- Pibe Play (Yayo): un niño fanático de la tecnología y los videojuegos que muestra las últimas novedades del mercado. Es acompañado por su primo Wallpaper (Walter López).
- La Peña de Sin Codificar: humor y canciones campestres con Ricardo Ardiles Villa (Yayo), Eugenio Rimas Álvarez (el payador sin rimas)(Pichu), Jurgen (Pachu) más diversos invitados y personajes del programa.
- A Todo TV (Yayo y Pichu): parodia a los programas de cable de bajo presupuesto del interior del país. Conducido por Ulises Giambroni (Yayo) y Mario Amendolara (Pichu), por el canal 46 de Villa Arroyo Giménez.
- Festejos de Goles (Pichu, Pachu, Walter López, Nazareno, Ivana e invitados). La A.A.F.O.A.J.F.A. (Asociación Argentina de Festejos Originales para la Ayuda del Jugador de Fútbol y Afines) en sus entregas enseñan cómo festejar una anotación de forma muy original para deleitar a la hinchada.
- Noticiero Clandestino (desde Kabul) (Yayo y Javi Fernández): noticiero con imágenes de bloopers y rarezas, siempre transmitido desde lugares ocultos e insólitos. Desde 2013, se llama Good Morning Kabul y hace informes de fútbol.
- Dj Dubidú (Yayo): crea canciones con sonidos de la vida cotidiana. En 2012 presentó los temas llamados Kitchen Dance y Bathroom Dance.
- Los más vistos de Internet (Javi Fernández): selección de los videos con más repercusión en la web, presentados por su personaje Fabián Danelli.
- Jorge Pixarro, el fan de Toy Story (Miguel Granados): fanático de la saga Toy Story que tiene a sus muñecos como si fueran reales.
- Cajeras Coreanas (Pichu, Natali Asselbon): dúo musical que refleja situaciones cotidianas en los supermercados. Los temas fueron: El vuelto te lo doy en caramelos y Verdulero.
- Harrison Ford (Yayo): periodista de investigación y de eventos internacionales como el Festival de Cannes, la llegada de Justin Bieber o la Creamfields.
- Jürgen Klinsmann (Pachu Peña): periodista y exfutbolista alemán que opina sobre temas diversos y cuenta anécdotas. En La Peña se presentó, en algunas ocasiones, bajo el nombre del gaucho alemán Schweinsteiger.
- Antónimo Contreras (Yayo): cantante que interpreta las canciones completamente al revés de lo que son.
- Los Wikipedia (Yayo, Migue Granados, Walter López, Julián Fernández): grupo de cumbia liderados por personaje interpretado por Yayo, que interpreta canciones educativas.
- Tití Gómez (Yayo): cantante cordobés, creador del Cuarteto For Export, interpreta los cuartetos traducidos al inglés y los éxitos del rock nacional en clave cuartetera.
- Cuis Maicero (Walter López): humorista cordobés, hermano de Titi Gómez, sus chistes suelen no tener remate. En 2012, ganó su propio segmento llamado Cortito cortito.
- Nico Dalto (Yayo): cantante que hace temas populares cambiando la letra debido a su daltonismo.
- La gambeta: Vermouth deportivo: programa de debate sobre fútbol. El panel estaba conformado por Carmelo Perascone (Yayo); Jürgen Klinsmann (Pachu); Edgardo Beltrán, el Valderrama correntino (Walter López); Caruso Alfonso (Pichu) y Rafael Aguete, el Rafa de Villa Domínico. En 2011, Juan Carlos Araujo entró en lugar de Rafael Aguete. Este segmento fue el germen de Hablemos Sin Saber. En 2012, lo conduce Caruso Alfonso (Pichu).
- El Tío Marquitos y sus amiguitos: programa infantil cuyos protagonistas son violentos y no ejemplares, con el tío Marquitos (Yayo), el oso Peposo (Marcelo Ruiz Díaz), el conejo Alejo (Pichu) y Camila la gorila (Migue Granados).
- Los Lafinour Brothers (Yayo, Walter López): dúo europeo que homenajea bailando a la música de la década de 1980.
- Edgardo Beltrán, el Valderrama correntino (Walter López): además de sus apariciones en La Gambeta y Hablemos Sin Saber, hace notas de color en convenciones, manifestaciones o sobre actividades extrañas.
- Homenaje a la cultura popular (Fierita): durante 2009 Fierita entrevistó y homenajeó tanto artistas consagrados como Guillermo Francella como a personajes bizarros como Guido Süller.
- La banda del millonario excéntrico: grupo musical encabezado por un millonario (Yayo) y sus bailarines (I. Acosta y M. Ruiz Díaz). Paván y Granados tocan como ellos mismos. Cambia su nombre según el género.
- La Ofi (Miguel Granados, Walter López, Gustavo Paván, Julián Fernández): comedia de situación en una oficina unos empleados le hacen bromas pesadas a sus compañeros y principalmente a su jefe, filmando todo como si fuera un reality show.
- Call Pipi (llamá ahora) (Pachu): parodia a los programas concursos teléfónicos de medianoche.
- Chill n'Cancha de Faca Van Bommel -la voz del estadio- (Yayo): canciones de las canchas argentinas en versión Chill out, por un crooner.
- Risoterapia: artistas invitados como Sergio Gonal o Jorge Corona van a lugares de trabajo, a hacer chistes.
- Fabián Danelli: alter ego de Javi Fernández -creador de latiguillos como es muy bueno o seguuuro-, con el que realiza las locuciones humorísticas de por ejemplo Los más vistos de internet, el Noticiero clandestino o Esto o laburar.
- Leonor (Leo Rosenwasser): personaje afeminado, algunas veces travestido, que se caracterizaba por acosar a los hombres. Se hizo llamar Leonor de Korol.
- Víctor Hugo (Ricardo Streiff): hombre de circo que presentaba asombrosos animales que debían bailar pero no lograban hacerlo (cerdos, tortugas y cabras).
- Ray Cabrol y Cartucho Lombardi (Pachu, Pichu): Ray (Pachu) es un ventrílocuo con un muñeco Cartucho (Pichu) que homenajea a Ricardo Caruso Lombardi.
- El show de los Dancing Dedos: show donde una mano -con una cabeza humana- baila.
- Beto Rufino (Pichu): personaje que solo piensa en tener relaciones sexuales.
- FX, Federico Xipolitakis (Pichu): especialista en hacer efectos especiales con su boca.
- Sin codificar contenidos (Walter López, Marcelo Ruiz Díaz): supuesta productora encargada de vender formatos televisivos al exterior, donde hacen juegos de palabras con los títulos de programas reales.
- Sin Codificar Fest 2012: presentado por Ale Nagy y Pipo Cipolatti, parodias a bandas y artistas internacionales y nacionales, mayormente por los nombres de las mismas.
- Simpsonizado: en 2013, se realiza una animación parodia de Los Simpson con todos los miembros de Sin codificar convertidos en personajes al estilo Simpsons, para la presentación de cada programa dominical.
- Gauchito Phil High School (Migue Granados, Walter López, y la locución de Javi Fernández): microprograma donde enseñan a hablar inglés.
- El outlet del amor, 2.ª selección (Yayo, Pichu, Migue, Walter López, Blanca Menéndez, Inés de la Torre): novela que reúne a actores que cada uno de ellos tiene un defecto indisimulable.
- Los Puntos Cardenales (Yayo, Pachu, Pichu, Ricardo Streiff, Walter López, Nazareno Mottola): supuestos Cardenales que no fueron elegidos Papa como Francisco. Interpretaron la Cumbia Papal (que superó las 6.531.000 reproducciones en YouTube). Otros temas musicales: Como me gusta la misa, Cumbia peregrina, Cumbia de los Mandamientos, la Cumbia Kosher y Oasis.
- Vida natural (Yayo y Marcelo Ruiz Díaz): Cacho Lecter y Hannibal High tienen un programa donde muestran como cazan especies "exóticas" como un Windsurfista o un Skater.
- El melómano (Rodolfo Samsó y Migue Granados): vendedor de discos (Samsó) quiere que su cliente compre discos de clásicos del rock y no la banda de moda (Agapornis) que le está pidiendo.
- Tributos: homenajes a artistas por imitadores
- Fan Club: clubes de fanes de diferentes artistas, donde se visten como sus ídolos. Por lo general Migue Granados termina la actuación, cantando.
- Juan Péndola (Martín Campilongo): domador de ñandúes de Entre Ríos, va montado en uno de ellos.
- Ramonestones (Yayo, M.Ruiz Díaz, Walter López, Martín Campilongo, Migue y la banda Natalia Natalia): el cantante de rock Roly Ramone (Yayo) y su banda (interpretada por los Natalia Natalia) hacen temas de cumbia en ritmo de rock. Como bailarines están Escombro (Ruiz Díaz), la Angie (Walter López) y -ocasionalmente- Pucheta (Campi). Siempre cuentan con invitados, que son los creadores de esas canciones.[9]
- Pirulinho Gaucho (Pichu Straneo): el fan número 1 del bailarín Tokinho, juntos hacen coreografías de funk, reguetón y otros géneros.
- Jorge (Martín Campilongo): personaje clásico de Campi, interactúa en el piso y también fue enviado a hacer notas a los jugadores de la Selección Argentina de Fútbol.
- Rafafael (Pichu): cantante español que canta al estilo de Raphael pero canciones de rock nacional argentino.
- Éber Ludueña (Luis Rubio): el clásico personaje analiza los partidos de las eliminatorias de la Selección Argentina de Fútbol y también participa de entrevistas a futbolistas como el Pupi Zanetti o aportando estadísticas y con el Ebertest.
- El Negro Mario, jefe de utilería (Campi): personaje que no tiene problemas en hablar sin filtros. Este personaje también ha estado en Showmatch pero llamado El Negro Mario.
- Pablito (Gabiel Oberhand): personaje que participó en uno de los cástines de humor y, a pesar de no haber ganado, pasó a formar parte del programa, de manera intermitente. Pablito es un "nene" grande que es fanático del número 3.
- Sir Muscari (Miguel Granados): Rapero y freestylero número 1 de Argentina, trata sus temáticas de freestyle sin pelos en la lengua.
- Mentiroso, mentiroso (Migue Granados, Pachu, Gustavo Paván, Felipe Pettinato, Pichu): concurso donde 4 personas intentan sostener una mentira.
- Los reyes del stand-up (Pichu, Migue Granados, Walter López, Pachu, Miguel Pérez -el Tucu-, Negro Mario (Campi) Alakrán (Samsó)): competencia donde a varios monologuistas se les da un tema y deben realizar una rutina de Stand-up.
- Pierre Noissette y el Pelado con Polera (Pachu Peña y Ricardo Streiff): un mimo internacional que retrata las historias de su vida relatadas por un español.
- La cantina de Peligro: Sin codificar: representación de una cantina con shows. Incluye la presencia de varios personajes habituales como Jorge (Campi) -"el tesorero" quien funciona como una suerte de organizador- y al Cantante enmascarado Yayo; más varios personajes habituales y alguno nuevo como Toti Andrade, cancionero de chistes(Migue Granados).
- Peligro Fest: festival de música donde se presentaron bandas presentados por Bebe Contampones (Campi), sátira a Bebe Contepomi, todos acompañados con la música de Natalia Natalia.
- Nacho (Campi): muchacho de la alta sociedad.
- La abuelita (Rodolfo Samsó): abuelita que cuenta cuentos para que los chicos vayan a dormir, pero que en lugar de ser dulces son sangrientos.

### Cástines
Debido a los cambios por los que Sin Codificar pasó al abandonar el fútbol, tuvieron que renovar su equipo y así comenzaron a hacer cástines.
- Yo quiero grabar mi CD (música) y Yo quiero grabar mi DVD de humor (2008): el jurado contaba con la imitación de Horacio Pagani (a cargo de Yayo), el cantante Cae,  Silvia Peyrou y un falso escribano, primero con Juan Del Castillo y luego interpretado por Marcelo Ruiz Díaz. Celeste Montervino ganó el concurso de música -en 2012 participaría de Soñando por Cantar-. Otros concursantes destacados fueron Andrés Kilstein, quien participó en el casting de humor antes de ganar el concurso del programa CQC que le valió quedar como notero; Leandro Chiquito Bidera (música con un peine dentro del celofán) quien tuvo un altercado con Cae y Gabriel Oberhand, alias Pablito.
- Yo quiero ser una Rickita (2008): con el fin de elegir a las bailarinas para acompañar a Ricky Maravilla, con un jurado conformado por el propio cantante, Claudia Segura, Adriana Aguirre y la imitación de Horacio Pagani hecha por Yayo como jurados y el falso escribano. Las ganadoras fueron: Pamela Paiva, Leyla Piedrabuena, Anahía Faiad y Aldana Besada.

Con el programa ya definitivamente volcado al humor, se hicieron también otros cástines en paralelo al programa como:
- Yo quiero salir en la tele (2011): con la presencia del locutor Juan Carlos (Pichu Straneo) y un jurado integrado por Guido Kafka (Pachu), Claudia Segura (presidenta) y el intendente de El Bolsón (Yayo).
- Casting Web (2013): vía Internet se pidió a los fanes que votaran a un video de humor de los presentados. El primer ganador fue Miguel Martín, interpretando al oficial Gordillo, quien se presentó en el programa tras haber sido consagrado, haciendo poesías solo usando la letra "a" o "e".

## Parodias

### Publicidades
Sin Codificar periódicamente parodia a publicidades famosas. 
En 2009,  hicieron la de El verano te encuentra de la cerveza Quilmes, con La Matanza, Dock Sud y Paternal, parodiando a los anuncios de Mar del Plata, Mar Azul y Pinamar. Y la de Acá hay verano de la telefónica Claro. En ellas aparecen Walter López, Marcelo Ruiz Díaz y Santiago Mercerat.
Otros ejemplos son la de Cada loco con su tema de Personal, la imitación de la publicidad del anticaspa de Cristiano Ronaldo hecha por Pichu como Cristiano Rolando o el mismo Pichu en su papel de Edward, parodiando con su agua de tamarindo a la publicidad de las bebidas Ser.
En 2013, parodiaron las publicidades Hacé un click, La gente habla de lo que no sabe de la telefónica Movistar, La actitud garpa de Doritos y Clasificados gratis de Alamaula.
En 2014, parodiaron a Amigos siempre a mano (Nazareno Móttola, Pachu y Migue Granados) de Movistar.

### Parodias musicales
Otro de los recursos que utiliza el programa es la imitación burlesca de canciones exitosas del momento. Así sucedió con:
- Pitbull Feat. Calle 8 - "I Know You Want Me" que fue recreado como "Caniche y Cortada S/N" con el tema Ayer vi un ovni cantado por Yayo, en el clip estuvo acompañado por Sofía Menconi y Romina Cisneros. Este video obtuvo más de 1 millón de reproducciones en YouTube.[14]
- Fidel Nadal - "International Love" que fue parodiado como "El Che Federer" y el nombre de la canción era "Internaron al loro" que tuvo tres versiones diferentes debido a la repercusión en diferentes ámbitos.

También cantada por Yayo
- Yolanda Be Cool - "We No Speak Americano" remedado por Fabián Danelli (Javier Fernández) con el título "Por Panamericana".
- David Bisbal y K'naan - "Wavin' Flag" (canción del Mundial de Fútbol Sudáfrica 2010) el Cantante enmascarado hace su propia versión y le agrega partes musicales de himnos de otros Mundiales.
- Gustavo Cordero -Pichu disfrazado de dicho animal, en obvio juego de palabras con el cantante Gustavo Cordera- realiza el Malambo Style una parodia de la canción Gangnam Style de PSY.
- Muse - "Survival" (canción de los Juegos Olímpicos Londres 2012) el Cantante enmascarado hace esta versión agregando partes de canción misma, partes de la canción "Sr. Cobranza" de la Bersuit y partes propias nombrando las disciplinas. Se llama "Himno no oficial de Londres 2012" la canción.

También parodió a visitas -o rumores de visitas- de bandas internacionales como Erasure o Guns N'Roses. El grupo Buena Reputación (Yayo Guridi, Marcelo Ruiz Díaz, Walter López), es una banda de cumbia parodia de Mala Fama.
- Los Batichurros (Pichu, Pachu, Miguel Granados, Walter López, Julián Fernández): parodia al grupo musical de cumbia argentino Los Wachiturros. Sus integrantes son: Tinki Winki (Pichu), Pher (Pachu), Nacho (Migue), Nicolaz (Julián Fernández) y Juanjo-C (Walter). Canciones: "Jessica Johanna", "No levanten los brazos", "Ritmo Batichurro", "¿¿Que te iba a decir?? Ehhhh... coso..." y "Yo escucho al Axel" (referida al cantante Axel), la más exitosa.[15]
- Nilda y Aldo (Pichu y Yayo): parodia al dúo Pimpinela.
- Adrián Balinardi (Miguel Granados): un cantante de Heavy cambia de rubro y se dedica a la música romántica. Parodia al cantante argentino de rock/metal Adrián Barilari.
- Cacho Marley (Pichu): cantante de reggae que canta temas de Cacho Castaña, a menudo con artistas reconocidos.
- Rapero Gangnam SinCodifiquero Style (Pichu): parodia del cantante PSY creador del Gangnam Style El Baile del Caballo.
- Las ReMugrientas (Ella Kiere Látigo) (Pichu, Migue Granados, Walter López): la "Licha" (Pichu), la "Chofi" (Migue) y la "Angie" (Walter), parodia del grupo musical Las Culisueltas. Canciones: Las remugrientas, Me gritan sucia y Linda por dentro.
- Deprepornis (Migue Granados y Daniela Viaggiamari): banda musical que como Agapornis, hace temas de rock en español en ritmo de cumbia pero Deprepornis hace todos temas de letras tristes de manera depresiva.
- El Cuarteto de Closs (Pichu, Pachu, Migue Granados, M. Ruiz Díaz): cuarteto que habla en forma similar a Mariano Closs, y principalmente hacen parodias de la canción Yendo a la casa de Damián del Cuarteto de Nos (Aunque también hicieron una parodia de la canción Ya no sé que hacer conmigo.
- Che Federer (Yayo): surgido como parodia a Fidel Nadal, en 2013 también apareció haciendo dúo con Cacho Marley y artistas invitados.
- One Erection (Pichu, Migue Granados, Walter López, Pachu, Nazareno): grupo "tribulto" a la banda One Direction, que se caracteriza por sus pogos en el estudio. Cuenta con un fan club con personificaciones de Ricardo Streiff, Marcelo Ruiz Díaz, Mariana Mg y la mujer de Samsó.
- 2 Segundos (Yayo): grupo musical cuya característica es que sus temas solo duran 2 segundos. Sátira a 2 Minutos.

### Programas de televisión
- Tu cana me suena (Yayo Guridi, Rodolfo Samsó, Migue Granados, Nazareno Móttola, Pachu Peña, Pichu Straneo, Marcelo Ruiz Díaz, Ricardo Streiff): sátira al programa Tu cara me suena. Presentado por el intendente, un jurado de policías.
- Cámaras de seguridad (Pachu): parodia al programa de América TV del mismo nombre. Presentado por Pachu.
- Hacete unos mates (Yayo): Claudio Domingo Marías (Yayo) hace un programa de autoayuda. Parodia al programa "Hacete cargo" de Claudio María Domínguez.
- Prendés y pagás (Yayo y Pichu): con Sergio Lapewe (Yayo) y El rifle (Pichu). Sátira del programa Prende y apaga de Sergio Lapegüe y Juan Manuel Varela.
- Beber para Leer, con Juan Achucarro (Pachu): parodia etílica del programa Ver para leer conducido por Juan Sasturain.
- Documentos Sin Codificar, Peligro investigación, PSC investigación (Nazareno/Pachu): equipo de investigación con hallazgos muy extraños, cámaras ocultas a corruptos y gente enardecida que persigue a los delincuentes. Parodia del programa conducido por Facundo Pastor Documentos América.
- Perdidos en la Butri (Pachu, Ivana, Nazareno): Parodia del programa Perdidos en la tribu.
- Adrián Paella (Yayo): sátira del periodista Adrián Paenza con sus programas Matemática para todos e Inventos argentinos.
- Celebrity Spam: parodia del programa Celebrity Splash, donde los participantes son personajes habituales de Sin codificar.
- Peligro Sin Codificar: Tabú: sátira al programa Tabú sobre casos extraños, narrados por Marcelo Ruiz Díaz.
- Fiestas Nacionales (Yayo): sátira del programa del mismo nombre, presentado por Ricardo Ardiles Villa.
- Gordos Valores: sátira del programa Grandes Valores del Tango, presentado por Silvio Soldati (Campi). Cuenta con personajes habituales, algunos creados para el mismo más artistas invitados.
- Anabel TV: Anabela Rascar (Campi) presenta su show de personajes extraños. Sátira al programa de Anabela Ascar.
- Gracias por andar (Campi): sátira al programa Gracias por venir, gracias por estar con Gerardo Rozín, parodiado por Campi.

### Personalidades
- El Intendente de El Bolsón: parodia al intendente de El Bolsón, Oscar Romera interpretada por Yayo, acompañado por su asistente (Pichu).[16] Presentó diversos segmentos en formato de show.
- Horacio (Yayo Guridi): parodia de Yayo al periodista Horacio Pagani. Con esta caracterización, Yayo participó como jurado en varios cástines del programa.
- Oggi Yunque (Pichu): tiene un programa llamado "Chongo TV" y es una parodia al mediático Oggi Junco. También cuenta con su canción propia, el Yunque Dance.
- Amigato (Pachu): parodia al personaje mediático Amigacho.
- La jueza del escándalo (Yayo): parodia a la jueza porteña Rosa Parrilli, acompañada por su asistente "La rubia" (Pichu).[17]
- El cuñado de Macri: parodia al parapsicólogo Néstor Leonardo, cuñado del expresidente de la República Argentina, Mauricio Macri, quien tuvo un confuso episodio.[18] Suele estar acompañado por Asdrúbal Pachano (Pichu).
- Axel Kuyunchoglu (Yayo): crítico de cine que trae las novedades del séptimo arte, siempre desde el lado artístico y no comercial. Parodia del productor cinematográfico, guionista y periodista argentino especializado en cine Axel Kuschevatzky.
- Edward (Pichu): parodia a Edward Niño Hernández, el hombre más pequeño del mundo, acompañado por su madre Zulema Galoncha (Pachu). Siempre contesta Zi, Zeñoda (sí, señora) y pide agua de tamarindo.
- Sri Sri Ravi Shankarlos y su patota espiritual Yayo, Pichu, Pachu, Streiff, Ruiz Díaz): parodia al Ravi Shankar hecha por Yayo.
- Aless Gibala (Miguel Granados): el Youtuber número uno de Latinoamérica, da consejos con su conocida frase "Around the World".
- Pepe Mujica (Martín Campilongo): imitación del Presidente de Uruguay, José "Pepe" Mujica tras su exabrupto.[19]
- Freddy Krueger (Yayo): una versión más amigable de Freddy
- René Lavando (Campi): parodia al mago René Lavand.
- Iorio (Yayo): imitación del cantante Ricardo Iorio, en sus reportajes con Beto Casella.
- Papa Francisco (Campi): parodia del Papa Francisco. Primero se hizo alusión a su inclusión en varias revistas como personalidad del año.
- Protagonistas de Metegol (Pachu Peña, Pichu Straneo, Campi): presentados en su primera aparición por Axel Kuyunchoglu (Yayo), aparecen en forma humana -pero unidos a un caño- los protagonistas de la película animada Metegol.
- Eduardo (Campi): sátira al periodista Eduardo Feinmann. En otra ocasión Eduardo se enfrentó a dos chicos que tomaron colegios (uno de ellos interpretado por Migue Granados).

## Canales
- 2008-2012: América TV (2013, repeticiones)
- 2013-2015, 2017-2019: Telefe
- 2017-2019:  Comedy Central (repeticiones)
- 2019: Net TV

## Premios y nominaciones
En 2010, según el sitio web especializado Television.com.ar fue elegido por sus visitantes como el "Mejor Programa Humorístico", obteniendo el 44% de los votos del público. Este reconocimiento ya lo había conseguido en el año 2009 de acuerdo a una votación similar
| Año  | Premio                        | Categoría                     | Nominados              | Resultado |
| ---- | ----------------------------- | ----------------------------- | ---------------------- | --------- |
| 2011 | Premios Tato                  | Interés general no prime time | Sin Codificar          | Nominado  |
| 2011 | Premios Martín Fierro         | Mejor Programa Humorístico    | Sin Codificar          | Nominado  |
| 2011 | Premios Martín Fierro         | Mejor Labor Humorística       | Yayo Guridi            | Nominado  |
| 2012 | Premios Martín Fierro         | Mejor Programa Humorístico    | Sin Codificar          | Ganador   |
| 2012 | Premios Martín Fierro         | Mejor Labor Humorística       | Yayo Guridi            | Nominado  |
| 2012 | Premios Tato                  | Interés general               | Sin Codificar          | Nominado  |
| 2013 | Premios Tato                  | Programa de humor             | Peligro: Sin Codificar | Ganador   |
| 2013 | Premios Tato                  | Revelación                    | Pichu Straneo          | Ganador   |
| 2013 | Premios Tato                  | Labor cómica                  | Campi                  | Nominado  |
| 2013 | Premios Tato                  | Labor cómica                  | Yayo Guridi            | Nominado  |
| 2013 | Premios Tato                  | Dirección en no ficción       | Peligro: Sin Codificar | Nominado  |
| 2013 | Premios Tato                  | Producción en no ficción      | Peligro: Sin Codificar | Nominado  |
| 2013 | Premios Martín Fierro         | Mejor Programa Humorístico    | Peligro: Sin Codificar | Ganador   |
| 2013 | Premios Martín Fierro         | Mejor Labor Humorística       | Yayo Guridi            | Nominado  |
| 2013 | Premios Martín Fierro         | Mejor Labor Humorística       | Campi                  | Ganador   |
| 2014 | Premios Martín Fierro         | Mejor Programa Humorístico    | Peligro: Sin Codificar | Ganador   |
| 2015 | Kids' Choice Awards Argentina | Programa favorito             | Peligro: Sin Codificar | Nominado  |
| 2015 | Premios Tato                  | Programa de humor             | Peligro: Sin Codificar | Nominado  |
| 2015 | Premios Tato                  | Revelación                    | Migue Granados         | Ganador   |
| 2015 | Premios Martín Fierro         | Mejor Programa Humorístico    | Peligro: Sin Codificar | Ganador   |
| 2015 | Premios Martín Fierro         | Mejor Labor Humorística       | Migue Granados         | Nominado  |
| 2017 | Premios Tato                  | Programa de humor             | Peligro: Sin Codificar | Nominado  |
| 2017 | Premios Tato                  | Labor cómica                  | Campi                  | Nominado  |
| 2017 | Premios Tato                  | Labor cómica                  | Pichu Straneo          | Nominado  |
| 2017 | Premios Martín Fierro         | Mejor Labor Humorística       | Campi                  | Nominado  |
| 2017 | Premios Martín Fierro         | Mejor Labor Humorística       | Lizy Tagliani          | Ganadora  |
| 2018 | Premios Martín Fierro         | Mejor Labor Humorística       | Campi                  | Nominado  |
| 2018 | Premios Martín Fierro         | Mejor Programa Humorístico    | Peligro: Sin Codificar | Nominado  |

## Redes sociales
A partir de 2009, comenzaron a utilizar las redes sociales para comunicarse con sus seguidores de todo el país y limítrofes. En febrero de 2009, abren su canal en YouTube que en 2017 superó los 193.986 suscriptores y 71.763.197 reproducciones de video.
En octubre de 2009 crean su página en Facebook, la cual creció a ritmo constante y ya superó los 4.688.034 fanes. Adicionalmente posee tres páginas de personajes interpretados por Yayo Guridi: Roque Fort, con 1.570.742 fanes, [El Pibe Play] (846.822 fanes)
En 2010, se sumaron a la red social de microblogging Twitter y su cuenta ha superado el 2.678.095 de seguidores. Días antes y el día del regreso en 2012, lograron tener cuatro trending topics en todo argentina, por varias horas y habitualmente los domingos se encuentran entre las tendencias del momento.
En 2013, se integró a la red Instagram donde ya cuenta con 292 mil seguidores.Además es la comunidad más grande de televisión (en Argentina) en las redes sociales. También cuenta con dos fan pages principales.

## Filmografía y discografía

### Música
Temas de apertura
En 2011, Jóvenes Pordioseros se unió a Peter de Polvorines y grabaron el tema de apertura. El tema se llama Espectacular, latiguillo habitual de Peter.
En 2012, presentaron un tema titulado Una canción para vos, escrita por el productor general Gustavo Pavan e interpretada por el actor y productor Miguel Granados. El 29 de abril de 2012, hace su presentación oficial la banda de Sin Codificar, llamada "Natalia Natalia" en honor a Juan Carlos Araujo y por el pedido masivo de la gente en las redes sociales, tocando en vivo en el estudio la canción de apertura 2012, con Miguel Granados como cantante, guitarrista y tecladista, Gustavo Pavan en la batería, Alejandro De Luca en guitarra, Guillermo Dodds en bajo, Mariana Mg en teclados y coros (y ocasionalmente bajo), Totitutu en percusión y músicos consagrados como Miguel Tallarita en los instrumentos de viento. "Natalia Natalia" suele ser la banda que acompaña a diferentes imitaciones o artistas en vivo en diferentes sketches.
En 2013, presentaron un nuevo tema titulado Peligro: Sin codificar, también interpretada por la banda "Natalia Natalia". 
La formación 2014 de Natalia Natalia está conformada por Miguel Granados, Gustavo Pavan, Alejandro De Luca, Mariana Mg y Juan Oruga. 
En 2017, se presentó una nueva versión del tema con la participación de Pablo Lescano. En 2018, se presentó una nueva versión del tema con la participación de Ulises Bueno. En 2019, se presentó una nueva versión del tema con la participación de Miss Bolivia.
Música utilizada en los sketches
Hasta 2012, mientras se mostraban imágenes del programa anterior o anunciaban lo que vendría se escuchaba:
- Happy Day - (Megatrax)

En Los rebos se suelen escuchar fragmentos de las piezas musicales:
- That's All Folks (por Network Music Ensemble)
- Tipsy Waltz de Albert Marlowe (Sound Ideas)
- Waterworks de Albert Marlowe (Sound Ideas)
  - En los remates de los chistes del Rebo Pichu suena Call on Me de Eric Prydz
  - En los remates de los chistes del Rebo 4 suena Arremángala, arrempújala de Los Karkiks.
  - El tema Por fin es domingo de Cantaniño empezó a usarse cantado por los Rebos y luego quedó instaurado como el himno de la Rebo University cantado por Natalia Natalia.

En El cantante enmascarado se escucha la canción del Caballero Rojo, personaje de Titanes en el ring.
En sketches como Tabú se escucha:
- Ghost Games de Wayne Coster y la Orquesta Philharmonia (Megatrax).

En Good Morning Kabul se escucha:
- Hard Coffee de Mark Davis Haffner (Megatrax).

Como separadores también se escuchan o escucharon:
- Elephant March de Eric Gemsa (Universal Música de Producción Latin America)
- Cafe Au Lait de Mordechai Ferber (Megatrax)
- Bumblebee Blues de Mordechai Ferber (Megatrax)
- New Country  - (Jean-Luc Ponty)
- Claudia - Roberto Pregadio

En 2014, se lanzó el álbum Peligro: Sin codificar Boom! (banda sonora), con canciones del programa.

### Teatro
Sin Codificar fue presentado como una obra en el teatro América de Mar del Plata durante la temporada de verano 2010-2011, con todos los personajes del programa: Korol, Yayo, Pichu Straneo, Las Mellizas Xipolitakis, Peter, Marcelo Ruiz Díaz, Sofía Menconi y Romina Cisneros.
Peligro: Sin codificar se presentó como una obra en el teatro Holiday de  Villa Carlos Paz durante la temporada de verano 2014-2015, con varios de los principales personajes del programa: Yayo, Pichu Straneo, Pachu Peña, Migue Granados, Marcelo Ruiz Díaz y Walter López. En esta oportunidad, no fue de la partida Diego Korol. El mismo elenco se presenta en las vacaciones de invierno 2015, en el teatro Teatro Ópera, Buenos Aires.
Sin Codificar is Back se presentó como una obra en el teatro Coral de  Villa Carlos Paz durante la temporada de verano 2018-2019, con varios de los principales personajes del programa: Yayo, Pichu Straneo,  Nazareno Móttola,  Marcelo Ruiz Díaz y Walter López.

### Radio
También el programa incursionó en la radiofonía pero a través de Internet. Funcionó solamente como emisión de prueba en un canal de UStream bajo el nombre de Radio Sin Codificar. Se emitía en diversos días y horarios pero siempre por la noche. Este canal obtuvo más de 70 mil "Me gusta" en Facebook y casi 100 mil oyentes.
Durante 2015 y 2016 varios integrantes del programa, como Yayo, Pachu, Pichu, Marcelo Ruíz Díaz, Ricardo Streiff y Gustavo Paván, estuvieron al frente del programa diario Dale vieja dale en Radio Con Vos.

## Programas especiales
La Red TV - Sin Codificar: Bonus Cracks
La Red TV - Sin Codificar: Bonus Cracks fue un programa humorístico presentado por Diego Korol y Yayo Guridi emitido desde mediados a fines de 2012, se encargaba de mostrar distintos grandes momentos del archivo de las primeras cinco temporadas del programa Sin Codificar. Este envío se emitía como previa del programa clásico.
Late Night - Bonus Cracks: La Red TV - Sin Codificar
Late Night - Bonus Cracks: La Red TV - Sin Codificar fue la versión sabatina del programa, emitida durante 2012. Nació como consecuencia del pedido de los fanáticos y de contar con gran cantidad de contenidos producidos durante más de doscientas emisiones, allí se presentaron los mejores momentos del programa "La Red TV Sin Codificar" y contenidos inéditos que, por las restricciones al horario de protección al menor de la franja horaria habitual (domingo al mediodía) no se podían emitir. Desde el tercer programa incorporó un segmento habitual pero en estreno (por ejemplo, La Peña). Estas emisiones se consideran a la hora de contar la cantidad de envíos del programa.
Lo mejor de La Red TV - Sin Codificar
Lo mejor de La Red TV - Sin Codificar fue un programa que reunió los mejores momentos del programa "La Red TV Sin Codificar" y se emitió durante el verano de 2013 de las emisiones en vivo del programa. Los resúmenes fueron presentados por el personaje Edgardo Beltrán personificado por Walter López. Dejó de emitirse el 10 de marzo de 2013 por América TV, justo una semana antes del pase del programa a Telefe, donde se lo renombró como "Peligro: Sin Codificar".
Peligro Mundial
Peligro Mundial es un programa diario surgido de Peligro: Sin Codificar y debe su nombre a la cercanía del Mundial de Fútbol de 2014.
Peligro Mundial se nutre de segmentos y personajes surgidos en el programa madre, como así también desarrolla nuevos, que luego se trasladan a aquel. Para este envío, se adaptó el tema titulado Peligro: Sin codificar, interpretado por la banda "Natalia Natalia", cambiándole la frase del estribillo "Peligro: Sin codificar" por "Peligro Mundial".
La formación 2014 de Natalia Natalia está conformada por Miguel Granados, Gustavo Pavan, Alejandro De Luca, Mariana Mg y Juan Oruga.
Peligro Sin Codificar: Especial
Peligro Sin codificar: Especial es un programa nocturno surgido de Peligro: Sin codificar y este programa vendría a reemplazar a la edición diaria de Peligro Mundial, una vez finalizado el Mundial de Fútbol. Hasta el momento solo se emitió una vez, cuenta con segmentos del programa principal de los domingos y otros nuevos, creados para la ocasión. Para este envío, se utiliza el tema de Peligro: Sin codificar de la edición clásica de los domingos, interpretado por la banda "Natalia Natalia".
La formación 2014 de Natalia Natalia está conformada por Miguel Granados, Gustavo Pavan, Alejandro De Luca, Mariana Mg y Juan Oruga.